# Когали (Тюлькубаський район)
Когали́ (каз. Қоғалы) — село у складі Тюлькубаського району Туркестанської області Казахстану. Входить до складу Кельтемашатського сільського округу.
До 1993 року село називалось Воєнка.
Населення — 161 особа (2021; 144 у 2009, 281 у 1999, 130 у 1989).